# 安达礁
安达礁（汉语拼音：Āndá Jiāo，英语：Eldad Reef，他加禄语：Malvar Reef，越南语：／），又称银饼、银锅，是位于南海南沙群岛一珊瑚礁，位于郑和群礁东端，西距太平岛约36千米（20海里），东南距南薰礁约54千米（29海里），礁上有沙洲形成。目前隸屬中華人民共和國海南省三沙市管理，中华民国、越南及菲律宾亦声称对该礁拥有主权。

## 名称
1935年，中华民国水陆地图审查委员会公布标准名称为依鲁德礁。1947年，中华民国内政部方舆司公布标准名称为安达礁。1983年，中国地名委员会公布标准名称为安达礁。中国渔民向称银饼（或银饼沙），银锅。
外文图书一般称为Eldad Reef（Eldad为英船Cacique船长，1868年在China Sea Discovery中发表了对安达礁的考察情况），曾译名埃尔达德礁。日本侵占该礁时命名为东礁；菲律宾命名为Malvar Reef，越南命名为đá Én Đất。

## 位置
安达礁位于南沙群岛郑和群礁东北端，其坐标为北纬10度21分，东经114度42分。安达礁西北距舶兰礁约14千米（7.5海里），西距敦谦沙洲约24千米（13海里），西距太平岛约36千米（约20海里）。东南距鸿庥岛约42千米（22海里），东南距南薰礁约54千米（29海里）。

## 地貌

### 一般信息
安达礁是一个向东北尖凸，向西南成钳状形势的巨大礁体，其发育与东北风来向有关。东北至西南长约8公里，宽在300-1,000米不等。面积7.95平方公里，主礁坪面积5.21平方公里。
安达礁实为未封闭的环礁，呈礁枝地貌（与舶兰礁共同构成郑和群礁的双礁枝地貌）。前缘呈剑状向海中伸出成脊，可称“礁脊”，长达1.9km。礁脊两侧峻峭而狭窄，水深由9.1米下降至91.4米处，为航行的危险区。
安达礁有大礁石出水，退潮更大片出露海面，东北端的礁头可出露水面1.2m，其他亦可出露水面0.9m。
安达礁后缘有小潟湖形成（轭湾），中间水深18-32米，内多零碎礁坪和点礁。次成潟湖（轭湾）的西南口门（潮汐通道）能进出几十吨的船只。

### 沙洲发育
早期的地理书籍资料未记载安达礁沙洲的情况。2014-2015年有媒体认为安达礁沙洲为中華人民共和國实施的填海造陆工程，根据商业卫星免费提供的卫星预览图追踪2005-2015年安达礁沙洲形态的变化情况，可示沙洲形态应为自然形成。

### 锚地
安达礁适宜锚泊的区域有两处。
一是轭顶礁坪水下，其中东北面轭尖水下坡度平缓，仅3°-4°。100m水深线距礁缘边达1.8km，10-80m水深可锚水域直径500m左右。另一轭尖在东南面，水下延伸的坡角11°左右，10-100m可锚水域直径400m左右。此二处轭尖的水下礁前锚地，迎东北向，避东北强风较差。
二是安达礁南偏西口门锚地，该锚地在安达礁主礁体南面1.7m高礁石的西南面约2海里处，水深10-20m，珊瑚底，锚地直径在100m左右。此锚地实际上是郑和环礁口门浅水区的一部分，可避东北风。

## 渔业资源
安达礁历来是中国渔民天然渔场，银饼（安达礁）是中国渔民自黄马山（太平岛）去往三角礁、美济礁的必经之地。渔民素有取马蹄螺多去银饼的说法。中國在1998年和2002-2004年的渔业调查发现，安达礁附近海域渔业资源丰富，漁民刺钓、潜捕和其他网具收获均颇丰。

## 法律地位
安达礁在高潮時有礁石露出，根據海洋法应划为岩礁，並享有12海里领海和毗连区。有学者探讨以此为基础划设南沙群岛的直线基线的可能性。鉴于安达礁沙洲的发育，在證實能维持人类居住或本身的经济生活的情况下，应享有专属经济区。

## 主权归属
中华人民共和国主张对包括安达礁在内的南沙群岛拥有主权。中华民国、越南、菲律宾亦认为拥有安达礁的主权。

## 控制现状
安達礁平時無常駐人員，中華人民共和國不定時會登礁執行巡邏任務，並由中華人民共和國海警船實施巡防及監控。
1990年4月，中國測量船南测420到安达礁進行考察，在礁上搭建简易棚子，并插上中国国旗。至当年7月21日，另一艘中國測量船南标463到达安达礁，中方人員再次登礁進行考察，並放置主權碑。。
1993年5月，中国科学院南沙科学综合考察队登上安达礁进行科学考察。
1999年，越南进占金盾暗沙、奥南暗沙后，曾对安达礁有企图，但因中國南沙守备部队嚴密監控，未有进驻。
2000年3月，中国南沙守备部队官兵检查牛轭礁、安达礁的中國主权碑是否完整，后在兩礁找到當年考察隊放置的主权碑。。
2002年12月，中国南海渔政总队慰问在安达礁的临时观潮站的人員，安达礁上有一名海军中校。临时观潮站是一小竹棚，除观测器材外，還有一个煤油炉，一箱罐头。
2003年6月，中国台山渔民指出，曾有外国人试图在安达礁树立标志物，但被渔民發現阻止，並依法通報中國海事部門。。
2004年11月，中国南海舰队第2驱逐舰支队557舰（吉首舰）至南沙执行任务。时任557舰副政委王爱国后来出版的《巡弋南沙》一书中记载南海艦隊探訪及慰問，安达礁的守备部队。
2014年6月，菲律宾媒体报道中国將在安达礁開展陆域吹填作业，後根據卫星图顯示安达礁沙洲應屬自然形成。
2015年1月，再有媒体报道安达礁在进行填海造陆作业，但中國外交部澄清並無此事。
2016年，隨著南薰礁及東門礁的填島及建設工程日趨完善，中華人民共和國對安達礁的監控及防衛有增無減。